# Truna
La truna è un bivacco di emergenza realizzato scavando una buca, di solito rettangolare, nella neve, per ripararsi dal freddo intenso, specialmente in caso di bufera o vento forte. 
Se l'altezza della neve non è sufficiente per stare seduti, si costruiscono tutt'intorno dei muretti con blocchi di neve. Come tetto si usano di solito gli sci, i bastoncini, le pelli di foca o quant'altro si ha a disposizione, coprendoli con blocchi di neve di riporto. 
Nel caso l'altezza della neve sia sufficiente (almeno due metri) si può scavare una caverna. L'entrata deve essere stretta con galleria di accesso possibilmente in salita, per far in modo che il vano sia più caldo e l'aria fredda si depositi in basso. L'utilizzo di una semplice candela all'interno può aumentare la temperatura.